# Nihonogomphus simillimus
Nihonogomphus simillimus – gatunek ważki z rodziny gadziogłówkowatych (Gomphidae).